# Josef Trenk
Josef Trenk (* 26. September 1946 in Neunkirchen; † 9. März 2016 in Ternitz) war ein österreichischer Politiker (FPÖ) und Angestellter. Trenk war von 1995 bis 1996 sowie 1998 Abgeordneter zum Österreichischen Nationalrat.
Trenk besuchte von 1954 bis 1962 die Volks- und Hauptschule in Ternitz und erlernte im Anschluss bis 1965 den Beruf des Malers. 1965 leistete er den Präsenzdienst ab und war von 1963 bis 1967 Maler und Anstreicher bei der Firma Steiner. Zwischen 1967 und 1974 war er bei Schoeller-Bleckmann beschäftigt und zwischen 1974 und 1979 Angestellter der Interunfall Versicherung. Von 1979 bis 1985 arbeitete Trenk als Autoverkäufer für Toyota und war ab 1986 im Gastgewerbe tätig. 
Trenk gehörte ab 1990 dem Gemeinderat von Ternitz an und war ab 1995 Stadtrat. Er vertrat die FPÖ vom 8. Mai 1995 bis zum 11. Jänner 1996 sowie vom 14. Mai 1998 bis zum 20. Mai 1998 im Nationalrat.
Nachdem Trenk 2002 wegen Betrugs mit Spielautomaten zu einer langen Haftstrafe verurteilt worden war, verlor er seine Wohnung in Ternitz und war nach seiner Entlassung im Jahr 2012 vorerst obdachlos. Dank der Unterstützung von Bürgermeister Rupert Dworak erhielt er 2014 in Ternitz eine kleine Gemeindewohnung.
In der Nacht zum 9. März 2016 verstarb Trenk, der bereits längerer Zeit Herzprobleme gehabt haben soll, in einem Kaffeehaus.